# Otto Neururer
Otto Neururer (Piller, Tirol, Austria, 25 de marzo de 1882-campo de concentración de Buchenwald, 30 de mayo de 1940) fue un sacerdote católico, el primer mártir y víctima de odio por la fe por parte del nazismo, ejecutado por haber ejercido su función sacerdotal, por lo que la Iglesia lo ha beatificado.

## Primeros Años
Fue el último de los doce hijos de Hildegard Streng y su esposo el molinero Peter Neururer. Contando ocho años, su padre falleció. Desde muy temprano sintió el deseo de ser sacerdote. En 1895, con el apoyo de su tío y otras personas, ingresó en el seminario menor de Bresanona y después pasó al seminario mayor, donde en 1903 comenzó sus estudios teológicos.
Quiso ser misionero jesuita, pero su estado de salud no se lo permitió. Fue ordenado sacerdote en 1907 y pronto se convirtió en profesor de religión en la escuela secundaria franciscana de Hall, en Tirol, y en Innsbruck. Sirvió en la parroquia de Saint James desde 1917 hasta 1932. Se unió al “Movimiento Social Cristiano”, lo que generó conflictos con su jerarquía. En 1932 fue nombrado sacerdote en Götzens en la parroquia de San Pedro y San Pablo, después de haber estado en Innsbruck y Kappl. Otto Neururer es descrito como un hombre tímido, modesto y reservado. 

## Encuentro con los nazis
En 1938, Austria fue invadida y anexada a Alemania y ése fue el comienzo de una persecución contra la Iglesia católica, aunque los nazis encontraron una feroz resistencia a su ideología por parte de los tiroleses. Miles de personas fueron perseguidas, confinadas en sus zonas civiles, sufriendo acoso y deportaciones por parte de la Gestapo, contándose entre sus víctimas a varios sacerdotes.
Otto consideraba un deber de cristiano, amar a todos los hombres y de todos los pueblos, incluyendo a los judíos. Debido a que desaconsejó a una joven contraer matrimonio religioso con un notable nazi divorciado mucho mayor que ella, Otto Neururer fue arrestado por la Gestapo el 15 de diciembre de 1938 por "difamación del matrimonio germánico" y encarcelado por primera vez en Innsbruck. El 3 de septiembre de 1939 fue enviado al campo de concentración de Dachau y el 26 de septiembre al de Buchenwald.
En el campo de concentración siguió intentando ser un apoyo espiritual. Su fama de santidad se notó por compartir las escasas porciones de comida con los prisioneros más débiles. En abril de 1940, un recluso se le acercó porque quería ser bautizado. Aunque las actividades religiosas estaban prohibidas, Otto Neururer y Matías Spanlang, otro sacerdote austriaco, comenzaron a enseñarle la fe. Cuando los militares alemanes se enteraron, el 28 de mayo de 1940, fueron detenidos después de su trabajo y conducidos a un calabozo, una habitación sin luz ni ventilación, donde no se les daba agua ni comida y donde se practicaba la tortura. Por orden de Martin Sommer, Otto Neururer fue desnudado y colgado de los pies, falleciendo tras 34 horas de agonía por exceso de sangre en el cerebro; sus piernas están envueltas en piel de oveja para suavizar las marcas en la piel. 
Un testigo ocular que logró entrar clandestinamente en el calabozo, dijo que Otto Neururer no lloró, ni protestó cuando lo martirizaron, solo murmuró oraciones mientras estuvo consciente. Cuatro días después, durante el pase de lista de la tarde, sobre su muerte y la de Matías Spanlang, probablemente ejecutado de la misma manera, los nazis declararon que habían muerto de “insuficiencia cardíaca aguda”.
El cuerpo de Neururer fue incinerado en el campo el 3 de junio, y sus cenizas enviadas a Innsbruck. Su funeral se llevó a cabo en Götzens, el 30 de junio de 1940, donde hubo una gran demostración de afecto de la población. Sus cenizas se encuentran bajo el altar de la iglesia parroquial. El vicario Carl Lampert publicó a petición de la diócesis de Innsbruck un obituario donde revelaba el lugar de su muerte y declaraba "Nunca olvidaremos su muerte", en alusión a su martirio. Luego, Lampert fue arrestado y deportado a Dachau, donde sería ejecutado.

## Beatificación
En 1977 se erigió un monumento a Otto Neururer en la iglesia de San Pedro y San Pablo de Götzens.

En el decreto sobre el proceso de beatificación de declaró: 
"El sacerdote Otto Neururer es un espléndido testimonio de fidelidad a la verdad, a la ley divina y a la Iglesia, cuando sigue los matices del buen pastor, cumplió fielmente sus deberes sacerdotales y finalmente defendió el matrimonio cristiano y por el ejercicio de su ministerio sacerdotal entre sus compañeros de prisión en el campo de concentración de Buchenwald obtuvo la corona del martirio."
El 24 de noviembre de 1996, el Papa Juan Pablo II beatificó a Otto Neururer a causa del odio a la fe. El 13 de agosto se celebra su festividad. Carl Lampert quien fue detenido y ejecutado por causa de Neururer, fue beatificado en 2011. En 1993 fue construido un mausoleo en honor a los sacerdotes mártires.